# سازند ساچون
سازند ساچون یکی از سازندهای زمین‌شناسی زاگرس با سن پالئوسن- ائوسن پیشین است که نام آن از نام کوه و روستای ساچون در استان فارس گرفته شده است. برش الگوی این سازند در کوه ساچون واقع در ۴/۵ کیلومتری شمال روستای ساچون (۲۵ کیلومتری جنوب داراب) در مشرق جهرم و جنوب نیریز بررسی شده است. ضخامت این سازند ۱۴۱۵ متر است.
گسترش جغرافیایی سازند ساچون بیشتر در محدود به ناحیه فارس است. سنگ‌شناسی این سازند به طور عمده شامل ژیپس، دولومیت، آهک‌های سیلتی و مارن است. مرز پایینی سازند ساچون با سازند تاربور تدریجی و مرز بالایی آن با سازند جهرم ناگهانی است.